# Glen Crowe
Glen Crowe (Dublino, 25 dicembre 1977) è un ex calciatore irlandese, di ruolo attaccante.

## Carriera
È stato capocannoniere della Premier Division irlandese per tre stagioni consecutive: 2000-2001, 2001-2002, 2002-2003.

## Palmarès

### Club
- Campionato irlandese: 5

Bohemians: 2000-2001, 2002-2003, 2008, 2009
Shelbourne: 2006
- Coppa d'Irlanda: 2

Bohemians: 2001, 2008
- Coppa di Lega irlandese: 1

Bohemians: 2009

### Individuali
- Giocatore dell'anno della PFAI: 2

2001, 2003